# Psorodonotus caucasicus
Psorodonotus caucasicus är en insektsart som först beskrevs av Fischer von Waldheim 1846.  Psorodonotus caucasicus ingår i släktet Psorodonotus och familjen vårtbitare.

## Underarter
Arten delas in i följande underarter:
- P. c. anatolicus
- P. c. caucasicus